# 설민신
설민신은 한경국립대학교 교수이다.

## 생애
1997년 독일 쾰른에 있는 독일 스포츠 대학교 쾰른에서 박사 학위를 받았다.
1998년 3월부터 2000년 8월까지 경인여자대학교 강사로 재직하였다. 여제자를 강간미수 및 성추행한 혐의로 징역형의 집행유예를 선고받았다. 이 사실은 2023년 국정감사에서 서동용의원에 의해 공개되었다.
이후 한경국립대학교의 교수로 재직중이다.

김건희 논문 표절 의혹에 연루되어 2023년, 2024년 국정감사에 소환되었으나. 불응하였다. 설민신 교수는 2024년 국감에서 건강·가정사를 이유로 불출석한다 밝혔고, 이 사실을 더불어민주당 국회의원이 공개하자 국민의힘 의원들은 정신건강 병력을 공개하면 안된다고 주장했다.
더불어민주당 측은 설민신 교수가 김건희 여사의 논문을 대필해준 의혹이 있다고 보고 있다.